# Viktor Wärnick
Viktor Wärnick (1991) é um político sueco. Desde 24 de setembro de  2018 que ele serve como membro do Riksdag (parlamento da Suécia) em representação do círculo eleitoral do Condado de Gävleborg.